# Sindrome di Werner atipica
Per sindrome di Werner atipica si intendono dei casi clinici con sintomi simili alla sindrome di Werner ma con assenza di mutazione nel gene WRN (ma nel gene LMNA), con esordio più precoce (10-15 anni) e progressione più rapida.
La prevalenza di questa malattia è di circa 1/10 000 000 e si pensa venga ereditata per modalità autosomica dominante.
La sindrome di Werner atipica è causata da mutazioni nel gene LMNA (lo stesso gene mutato nella progeria).
I principali sintomi di questa sindrome sono: bassa statura, incanutimento dei capelli, lipodistrofia, facies da "uccello", atrofia cutanea, miopatia e disturbi legati all'invecchiamento come l'aterosclerosi e osteoporosi. Al contrario della sindrome di Werner la cataratta e la predisposizione a sviluppare neoplasie maligne non sono presenti.
Non esiste cura per la sindrome di Werner atipica, ma risponde bene al trattamento per la progeria.